# Svogerslev
Svogerslev är en ort på Själland i Danmark.   Den ligger i Roskilde kommun och Region Själland, i den östra delen av landet, 30 km väster om Köpenhamn. Svogerslev ligger 39 meter över havet och antalet invånare är 4 379. 
Närmaste större samhälle är Roskilde, 4 km öster om Svogerslev. Trakten runt Svogerslev består till största delen av jordbruksmark.